# Lieferantenbeziehungsmanagement
Das Lieferantenbeziehungsmanagement, auch im deutschen Sprachgebrauch in der Regel Supplier-Relationship-Management oder kurz SRM genannt, umfasst die strategische Planung und zentrale Steuerung von Beziehungen eines Unternehmens zu seinen Lieferanten. Ziel des Einsatzes eines SRM-Systems ist die enge Anbindung aller Lieferanten an das Unternehmen sowie die Unterstützung des Einkaufs während der gesamten Ausführung der Beschaffungsprozesse. Im Supplier-Relationship-Management werden Ansätze des Customer-Relationship-Management in entgegengesetzter Richtung der Supply Chain angewendet. Da jede Lieferantenbeziehung die Verbindung zweier Stufen einer Lieferkette (Supply Chain) repräsentiert, stellt SRM einen Teilbereich des Supply-Chain-Managements (SCM) dar. Erkenntnisse aus dem Bereich SCM sind daher partiell auf das SRM übertragbar.

SRM als Teilgebiet des SCM

In einem SRM-System werden alle Bezugsquellen und alle Einkaufsdaten, wie z. B. Angaben über lieferbare Produkte, mögliche Risiken, Konditionen oder Qualität, zentral verwaltet. Lieferant und Kunde sind online miteinander verbunden. Insofern kann SRM als Weiterentwicklung von E-Procurement verstanden werden. Ein Mehrwert entsteht durch Bündelung des gesamten Wissens über Einkaufsdaten und Bezugsquellen, die allen Anwendungen einer Systemlandschaft zur Verfügung gestellt werden.
Im Vier-Märkte-Modell des Handels (Schenk) stellt der Lieferantendienst neben Kundendienst, Konkurrenzdienst und internem Marktdienst eine psychostrategisch und -taktisch wichtige Form der Servicepolitik dar. Mittels geeigneter Dienstleistungen kann das Handelsmanagement Präferenzen bei den Lieferanten begründen, verstärken und dauerhaft absichern.
Zur Beurteilung der Qualität eines Lieferanten als Voraussetzung zur Optimierung der Lieferantenbeziehungen ist eine Lieferantenbewertung vorzunehmen.